# Grind
För andra betydelser, se Grind (olika betydelser).

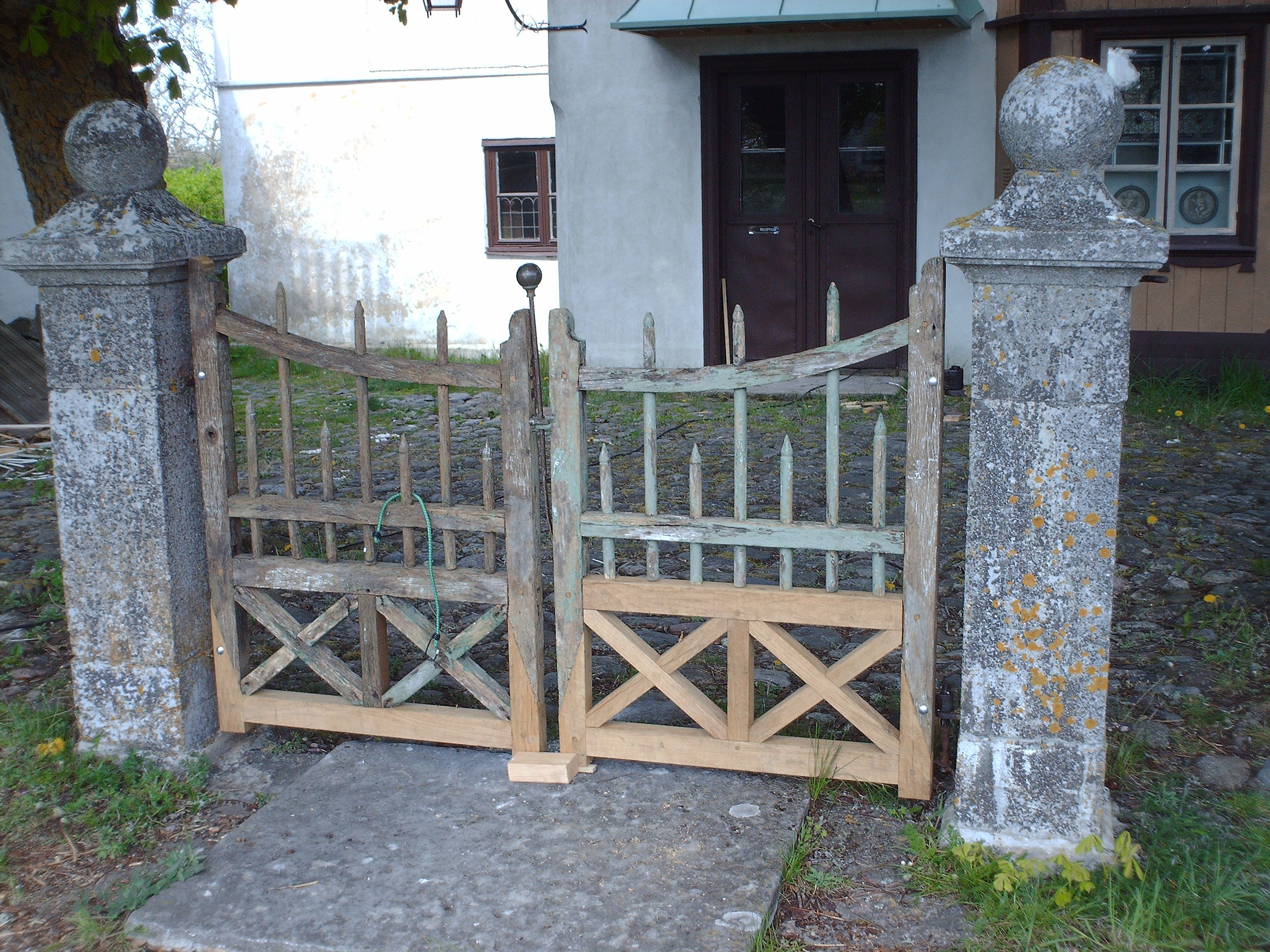
Delvis restaurerad grind, Borgvik, Gotland.

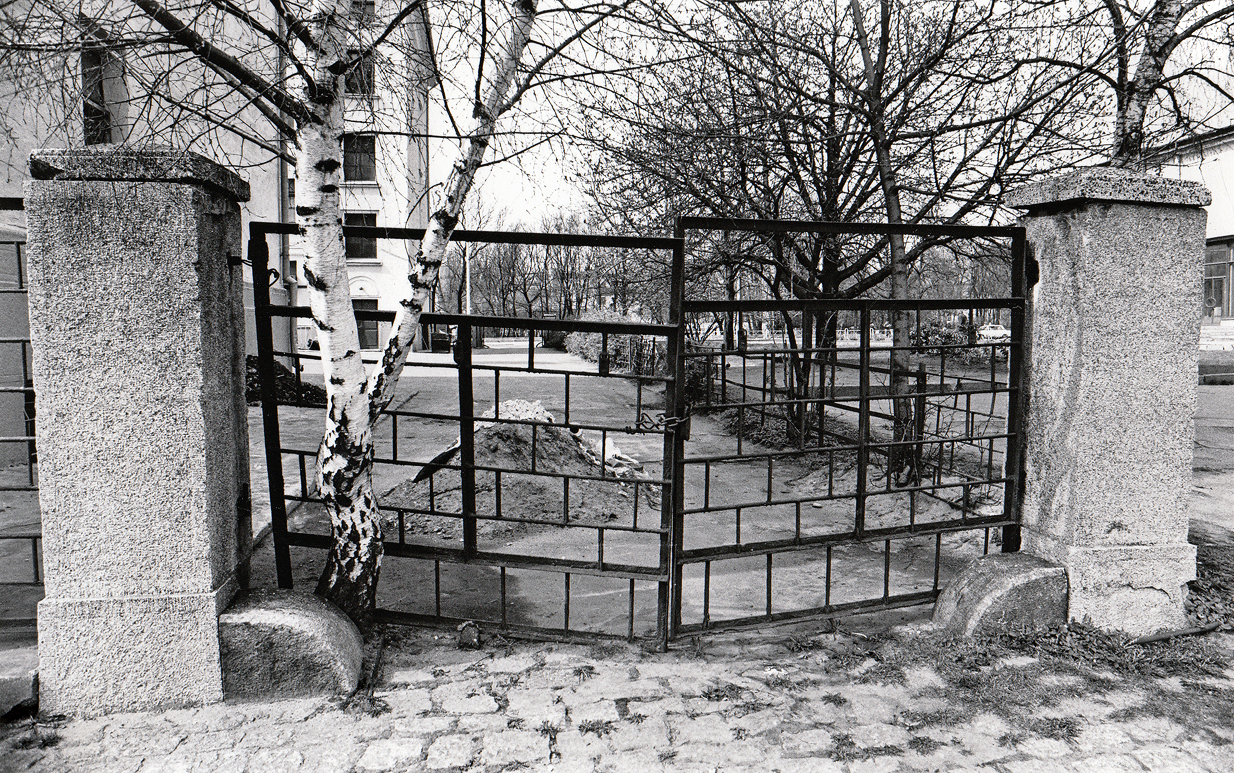
En järngrind som varit stängd under lång tid. Kaliningrad 1992.

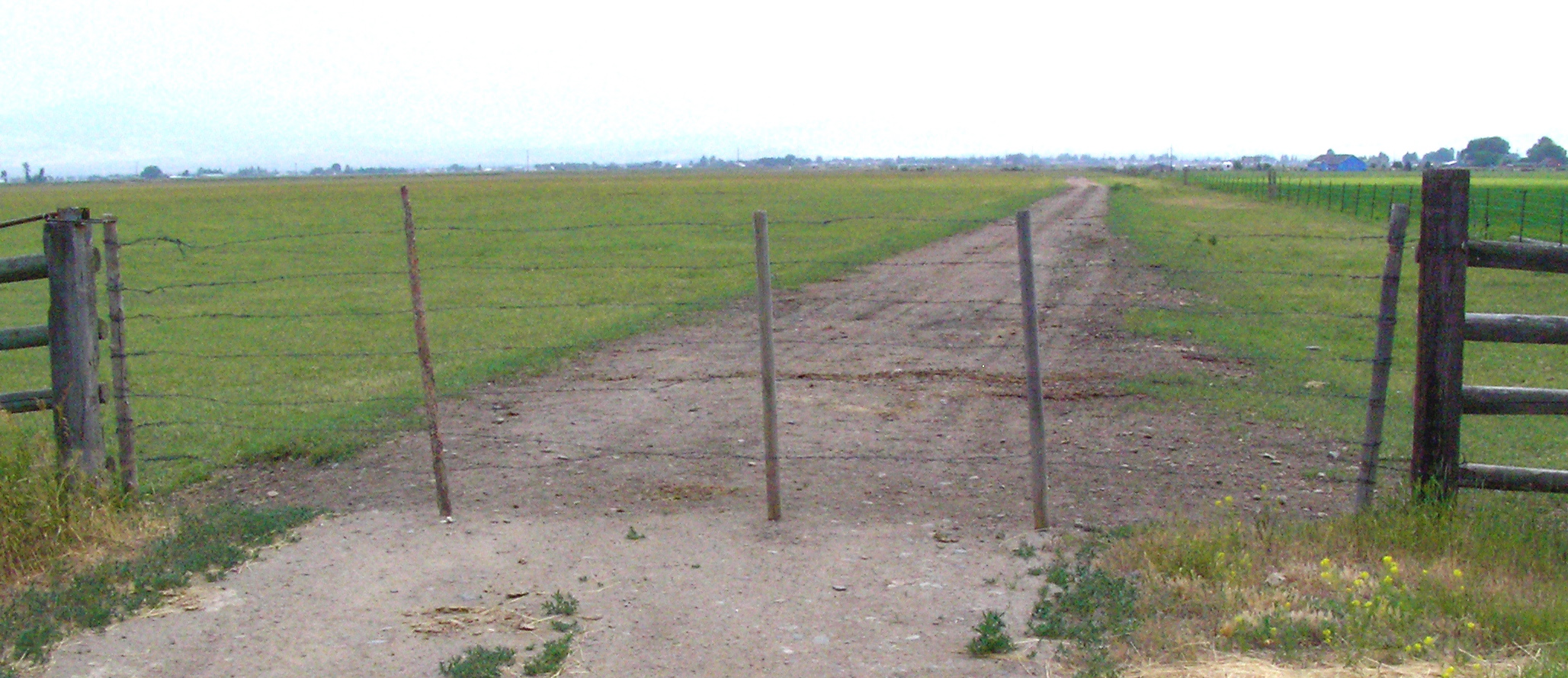
En enkel grind kan utgöras av ett stycke ståltrådsstängsel med lösa stolpar, som går att rulla undan.

En grind är en anordning i en inhägnad eller staket som går att öppna och stänga. Grindar finns oftast som ingångar till hus, industriområden eller trädgårdar. 
Grindar kan också finnas inomhus, exempelvis vid den övre delen av en trappa för att inte småbarn ska ramla nerför trappan innan de lärt sig gå.